# Гераклитов, Александр Александрович
Алекса́ндр Алекса́ндрович Геракли́тов (18 [30] ноября 1867, Камышин, Саратовская губерния — 11 апреля 1933, Саратов, Нижне-Волжский край) — профессор отделения мордовского языка и культуры Саратовского университета, член Саратовской ученой архивной комиссии.

## Биография
Родился 18 (30) ноября (по метрике 23 ноября (5 декабря)) 1867 года в Камышине. Через год семья переехала в Саратов. Окончил Саратовскую мужскую гимназию, затем начал учёбу в Казанском университете, но в связи с участием в студенческих волнениях был вынужден оставить университет и вернуться в Саратов.
Работал писцом в Саратовской казённой палате, конторщиком в Управлении Рязано-Уральской железной дороги, делопроизводителем отдела народного здравия в Саратовском губернском земстве. Несмотря на трудности, много читал, серьёзно занимался изучением иностранных языков, участвовал в археологических раскопках.
23 марта 1908 года он был избран членом Саратовской учёной архивной комиссии (СУАК) и помощником библиотекаря; с 1909 года — хранитель её исторического архива. С 1914 года также состоял членом Таврической учёной архивной комиссии.
С 1917 года начал работать в Саратовском университете. В 1919 году был избран доцентом историко-филологического факультета. Помимо преподавательской работы выполнял обязанности уполномоченного Главного архивного управления по Саратовской губернии. В это же время занимался организацией работы рукописного отдела библиотеки Саратовского университета. В 1928 году он был утверждён в звании профессора отделения мордовского языка и культуры Саратовского университета.
Научные интересы Гераклитова были широки и разнообразны: история Саратовского края, изучение старопечатных книг (работы по истории отечественного книгопечатания, филиграням рукописных и печатных документов русского происхождения), изучение истории мордовского народа. Он — автор 70 опубликованных научных работ и множества неопубликованных рукописей и подготовительных материалов. В 1923 году вышла его книга «История Саратовского края в XVI—XVIII вв.», которая на долгие годы стала учебником по истории Саратовского края. А. А. Гераклитов занимает особое место среди краеведов и учёных, стоявших у истоков гуманитарного образования в Саратове.
Умер в Саратове 11 апреля 1933 года.

## Сочинения
- Гераклитов А. А. Столбцы из исторического архива Саратовской ученой архивной комиссии // Труды Саратовской ученой архивной комиссии. — Саратов, 1910. — Вып. 26. — С. 9—31.
- Гераклитов А. А. Документы XVII в. Саратовского Радищевского музея // Труды Саратовской ученой архивной комиссии. — Саратов, 1910. — Вып. 26. — С. 32—58.
- Гераклитов А. А. Очерки из жизни и быта эльтонских соляных ломщиков и возчиков второй половины XVIII в. // Труды Саратовской ученой архивной комиссии. — Саратов, 1910. — Вып. 26. — С. 59—82.
- Гераклитов А. А. Учреждение в Саратове соляного комиссарства (1747 г.) // Труды Саратовской ученой архивной комиссии. — Саратов, 1911. — Вып. 28. — С. 1—37.
- Гераклитов А. А. Мелочи из прошлого Саратовского края // Труды Саратовской ученой архивной комиссии. — Саратов, 1911. — Вып. 28. — С. 1—19.
- Гераклитов А. А. Архивы Саратовской губернии // Труды Саратовской ученой архивной комиссии. — Саратов, 1913. — Вып. 30. — С. 3—31.
- Гераклитов А. А. Обзор «Пугачевских» дел из Астраханского губернского архива // Труды Саратовской ученой архивной комиссии. — Саратов, 1913. — Вып. 30. — С. 33—51.
- Гераклитов А. А. По поводу записи 1682 г. на Прологе библиотеки Братства Св. Креста в Саратове // Труды Саратовской ученой архивной комиссии. — Саратов, 1913. — Вып. 30. — С. 53—60.
- Гераклитов А. А. Список саратовских и царицынских воевод XVII в. // Труды Саратовской ученой архивной комиссии. — Саратов, 1913. — Вып. 30. — С. 61—82.
- Гераклитов А. А. Саратов. Краткий исторический очерк. — Саратов, 1919. — 34 с.
- Гераклитов А. А. Саратов. Краткий исторический очерк. — 2-е изд., испр. и доп. — Саратов, 1923. — 35 с.
- Гераклитов А. А. История Саратовского края в XVI—XVIII вв.. — Саратов: Друкарь, 1923. — 375 с.
- Гераклитов А. А. Археологические памятники Саратовского края, упоминаемые в архивных документах XVII—XVIII вв. // Труды Нижне-Волжского областного научного общества краеведения. — Саратов, 1926. — Вып. 35. — Ч. 1. — С. 85—86.
- Гераклитов А. А. Саратовская мордва (к истории мордовской колонизации в Саратовском крае). — Саратов, 1926. — 21 с.
- Гераклитов А. А. Арзамасская мордва по писцовым и переписным книгам XVII—XVIII вв.. — Саратов, 1930. — 152 с.
- Гераклитов А. А. Алатырская мордва по переписям 1624—1721 гг. — Саратов, 1938.